# Héctor Bailetti
Héctor Alberto Bailetti Córdova (Chincha Alta, 27 de noviembre de 1947) es un exfutbolista peruano que se desempeñaba en la posición de delantero. 
Formó parte de la notable generación de futbolistas peruanos de los años setenta, junto con Teófilo Cubillas, Héctor Chumpitaz, Hugo Sotil, Roberto Chale, César Cueto, José Velásquez, Oswaldo Ramírez, entre otros.

## Trayectoria

### Porvenir Miraflores
Tras jugar en las divisiones inferiores del club, Bailetti subió a la nómina profesional y debutó en el año 1967 con la camiseta del Porvenir Miraflores cuando tenía diecisiete años. Ese año, no tendría muchas oportunidades con el equipo, por lo que el delantero dejó el fútbol por un tiempo. Al año siguiente, volvió a coger ritmo, llegando a ser uno de los titulares del equipo y un jugador destacado por lo goles que marcó. Sus buenas actuaciones hicieron que se fuera a jugar a Universitario de Deportes. 

### Universitario de Deportes
Jugó por tres años en Universitario de Deportes, donde fue un jugador destacado. Conformó un gran plantel que tuvo en la delantera a Juan José Muñante, Roberto Chale, Percy Rojas, Ángel Uribe y Oswaldo Ramírez. Este equipo ganó los campeonatos de 1969 y 1971 para luego disputar la final de la Copa Libertadores 1972 contra el Independiente de Argentina. La U empató en el partido de ida en Lima; pero perdió el partido de vuelta en Buenos Aires, quedándose con el subcampeonato. Posteriormente Héctor se fue a jugar al Defensor Lima. 

### Defensor Lima
En el equipo bohemio, no demora mucho en ser titular y en hacer goles. Con el equipo del distrito de Breña, destacó entre la nómina del club subcampeón en el año 1974. Debido a los buenos partidos que jugó allí, fue comprado por Boca Juniors.

### Boca Juniors
Gracias a su buena etapa jugando con la camiseta del Defensor Lima, Héctor se fue a jugar al Boca Juniors en el año 1975 junto a su compatriota Luis La Fuente. En su primer año en el equipo, jugó varios partidos en el inicio del campeonato. A medida que pasaba el tiempo, el delantero fue perdiendo peso dentro del onceno titular del equipo, alternando así la titularidad y la suplencia. En el año 1976, después de que el equipo pierda la chance de ganar el título nacional, Bailetti deja de jugar para Boca Juniors y se va a México.

### Carrera en México
A principios del año 1976, luego de tener un relativo éxito en Boca Juniors, Bailetti se convirtió en nuevo jugador de Zacatepec. Luego de anotar nueve goles en la temporada, recala en un club de más prestigio en ese entonces, el Atlante FC. En el equipo de la Ciudad de México, la capital, no tuvo muchas oportunidades de mostrar sus capacidades. Su etapa en el club fue por un año.

### Sporting Cristal
En junio de 1977, el señor Josué Grande, presidente de Sporting Cristal, estaba en busca de jugadores con jerarquía y con pasado en la selección nacional para el equipo cervecero, convenciendo rápidamente al jugador. Allí se encontró con Oswaldo Ramírez, Juan Carlos Oblitas, Percy Rojas, estrellas consagradas y que ya habían compartido vestuario en Universitario de Deportes, más las joyas que había sacado el equipo celeste, entre ellas unos jóvenes Julio César Uribe y Roberto Mosquera, convirtiéndose así la delantera de Sporting Cristal en una de las mejores del torneo. 
Cuando llegó al Rímac, algunos hinchas pensaron que Bailetti era un jugador «acabado» o en el ocaso de su carrera, ya que tenía treinta años de edad. Sin embargo, en el Descentralizado de 1977, el jugador respondió muy bien en sus primeros partidos, anotando goles en la recta final del campeonato. Bailetti siguió jugando para el equipo rimense hasta 1978, cuando, después de haber salido subcampeón y con el nivel caído nuevamente, la directiva decide no renovarle.

### Últimos años y retirada
Volvió a Universitario en 1979, el entrenador uruguayo Roberto Scarone lo ubicó como half derecho. Sin embargo, el físico del jugador ya no respondía de la misma forma a pesar de reubicarlo como centrodelantero, terminó rescindiendo contrato a medio año. Su último paso como futbolista lo dio en Juventud La Palma a fines de 1979 y en 1980.
En la Copa Libertadores de América, jugó 41 partidos y anotó 15 goles entre 1970 y 1978.

## Selección peruana
Participó en el Sudamericano Sub-20 de Paraguay en 1967.
Fue internacional con la selección de fútbol del Perú en dieciocho ocasiones y marcó cinco goles. Debutó el 18 de agosto de 1968 en un encuentro amistoso ante la selección de Chile que finalizó con marcador de 2-1 a favor de los chilenos. Su último encuentro con la selección lo disputó el 5 de agosto de 1973 en la derrota por 2-1 ante Chile, partido en el que marcó el gol peruano.

## Estadísticas

### Primera división
| Equipo              | País      | Temporadas | Partidos | Goles | Promedio |
| ------------------- | --------- | ---------- | -------- | ----- | -------- |
| Porvenir Miraflores | Perú      | 1966-1970  | 85       | 32    | 0.38     |
| Universitario       | Perú      | 1971-1973  | 103      | 46    | 0.45     |
| Defensor Lima       | Perú      | 1974       | 28       | 11    | 0.39     |
| Boca Juniors        | Argentina | 1975       | 18       | 5     | 0.44     |
| Atlante FC          | México    | 1975-1976  | 24       | 9     | 0.37     |
| Zacatepec           | México    | 1976-1977  | 6        | 2     | 0.33     |
| Sporting Cristal    | Perú      | 1977-1978  | 49       | 13    | 0.26     |
| Universitario       | Perú      | 1979       | 7        | 1     | 0.14     |
| Juventud La Palma   | Perú      | 1979-1980  | 18       | 6     | 0.33     |
| Total               | Total     | Total      | 343      | 126   | 0.37     |

### Copas internacionales
| Temporada | Equipo                    | Torneo            | Part. | Goles |
| --------- | ------------------------- | ----------------- | ----- | ----- |
| 1970      | Universitario de Deportes | Copa Libertadores | 9     | 6     |
| 1971      | Universitario de Deportes | Copa Libertadores | 8     | 2     |
| 1972      | Universitario de Deportes | Copa Libertadores | 8     | 2     |
| 1973      | Universitario de Deportes | Copa Libertadores | 6     | 2     |
| 1974      | Defensor Lima             | Copa Libertadores | 9     | 3     |
| Total     | Total                     | Total             | 40    | 15    |

### Resumen estadístico
|                   | Partidos | Goles | Promedio |
| ----------------- | -------- | ----- | -------- |
| Primera división  | 344      | 126   | 0,37     |
| Copas nacionales  | 6        | 1     | 0,16     |
| Copa Libertadores | 40       | 15    | 0,38     |
| Selección peruana | 18       | 5     | 0,27     |
| Total             | 408      | 147   | 0,36     |

### Participaciones en eliminatorias para Copas del Mundo
| Mundial                          | Sede       | Resultado | Partidos | Goles |
| -------------------------------- | ---------- | --------- | -------- | ----- |
| Eliminatorias sudamericanas 1974 | Sudamérica | Eliminado | 3        | 1     |

## Palmarés

### Campeonatos nacionales
| Título           | Club                | País | Año  |
| ---------------- | ------------------- | ---- | ---- |
| Segunda División | Porvenir Miraflores | Perú | 1967 |
| Primera División | Universitario       | Perú | 1969 |
| Primera División | Universitario       | Perú | 1971 |
| Primera División | Defensor Lima       | Perú | 1973 |